# Abdallah Kanfaoui
Abdallah Kanfaoui (Brussel, 21 mei 1968) is een voormalig Belgisch politicus voor de liberale MR.

## Levensloop
Abdallah Kanfaoui was het oudste kind in een gezin van zeven kinderen van ongeletterde Marokkaanse immigranten die zich in de jaren 1960 in België vestigden. Hij studeerde geneeskunde aan de ULB. Na het behalen van zijn doctoraat in de genees-, heel- en verloskunde specialiseerde hij zich in schoolgeneeskunde en pediatrie. Hij ging als arts aan de slag op de pediatrische dienst van de Clinique Saint-Étienne in Sint-Joost-ten-Node, waarvan hij van 2006 tot 2010 diensthoofd was. Van 2010 tot 2020 was hij diensthoofd van het Universitair Kinderziekenhuis Koningin Fabiola in Laken. Nadien bleef hij als pediater verbonden aan dit ziekenhuis.
In oktober 2012 werd hij als onafhankelijke op de Lijst Burgemeester verkozen tot gemeenteraadslid van Schaarbeek, wat hij bleef tot in 2018. Vanaf september 2014 zetelde Kanfaoui er in de lokale fractie van de liberale MR, de partij waarvoor hij eerder dat jaar politiek actief was geworden. Medio 2018 verhuisde hij naar Sint-Jans-Molenbeek, waar hij eerder ook al had gewoond. Kanfaoui was er kandidaat bij de gemeenteraadsverkiezingen, maar werd niet verkozen. In maart 2019 werd hij alsnog gemeenteraadslid van Molenbeek, wat hij bleef tot in december 2024. Bij de verkiezingen van oktober 2024 kwam hij niet langer op.
Bij de verkiezingen van mei 2014 voor het Brussels Hoofdstedelijk Parlement kreeg Kanfaoui de derde plaats op de MR-lijst toegewezen. Hij werd verkozen en zetelde er in de commissies Financiën en Algemene Zaken en Huisvesting. Bij de verkiezingen van mei 2019 was hij geen kandidaat meer.